# Paris-Roubaix de 1953
A 51.ª edição da Paris-Roubaix teve lugar a 12 de abril de 1953 e foi vencida pelo belga Germain Derijcke.

## Classificação final
|    | Ciclista         | Equipa             | Tempo      |
| -- | ---------------- | ------------------ | ---------- |
| 1  | Germain Derijcke | Welter             | 5h 39' 19" |
| 2  | Donato Piazza    | Bianchi-Pirelli    | m. t.      |
| 3  | Wout Wagtmans    | Garin-Wolber       | m. t.      |
| 4  | Louison Bobet    | Bottecchia         | + 14"      |
| 5  | Émile Baffert    | Mercier-Hutchinson | m. t.      |
| 6  | Roger Decock     | Bertin             | m. t.      |
| 7  | Raymond Impanis  | Garin-Wolber       | m. t.      |
| 8  | Désiré Keteleer  | Bianchi-Pirelli    | m. t.      |
| 9  | Gilbert Bauvin   | Gitane-Hutchinson  | m. t.      |
| 10 | Maurice Blomme   | Bertin             | m. t.      |